# Филиури
Филиури (греч. Φιλιουρής) — река в Греции, во Фракии, в периферии Восточная Македония и Фракия. Берёт исток в горах Родопы у государственной границы с Болгарией, у болгарского села Черничево и греческого села Органи. Течёт на юго-запад. Впадает в бухту Аникто Эгейского моря (Фракийского моря), северо-западнее устья реки Марица (Эврос) и северо-восточнее устья реки Места (Нестос), юго-западнее деревни Имерос.
В древности называлась Лис (Лисс, др.-греч. Λίσσος, лат. Lissus). Восточнее находился древний город Стрима, колония тасосцев. По Геродоту в реке не хватило воды для войска Ксеркса I во время греко-персидской войны (480—479 до н. э.), она иссякла и Ксеркс I с войском пересёк её по высохшему руслу.
Протекает мимо деревень Неон-Сидирохорион (Схинья), Мирана, Лофарион, Сапе, Мистакас, Дилина, Скалома, Дармени, Эсохи, Кехрос, Органи (Миртиски и Вирсини).
У города Сапе пересекает автомагистраль Эгнатия (римскую Эгнатиеву дорогу, Европейский маршрут E90).